# Frankie Pain
Frankie Pain est une actrice française qui s'est fait connaître du grand public par sa participation dans des rôles secondaires et dans des films de réalisateurs remarqués, tels Gaspar Noé ou Jean-Pierre Jeunet.

## Biographie
Comédienne depuis 1972, elle débute comme beaucoup au théâtre, au Groupe 33, troupe bordelaise de Jacques Albert Canque. Sa carrière de comédienne se fera à la fois au théâtre, à la télévision, et au cinéma.
Le véritable tournant dans sa carrière cinématographique se fera lors de sa participation au court-métrage Carne, de Gaspar Noé, film dans lequel elle tient un rôle central. Elle dira notamment, dans une interview, que Gaspar Noé eut une « fonction paternelle pour elle, d’initiateur cinématographique » (Source : le Temps détruit tout).
Elle est parfois créditée comme "Franckie Pain", "Françoise Pain" ou "Frankye Pain".

## Filmographie

### Cinéma
- 1987 : Agent trouble de Jean-Pierre Mocky
- 1987 : Le miraculé de Jean-Pierre Mocky
- 1987 : Il est génial papy ! de Michel Drach
- 1988 : En toute innocence de Alain Jessua
- 1989 : La Salle de bain de John Lvoff
- 1992 : Ville à vendre de Jean-Pierre Mocky
- 1993 : Les Braqueuses de Jean-Paul Salomé
- 1993 : Carne de Gaspar Noé
- 1995 : La Cité des enfants perdus de Jean-Pierre Jeunet
- 1995 : Le Fabuleux Destin de madame Petlet de Camille de Casabianca
- 1996 : Méfie-toi de l'eau qui dort, de Jacques Deschamps
- 1998 : Seul contre tous de Gaspar Noé
- 2001 : Le Fabuleux Destin d'Amélie Poulain de Jean-Pierre Jeunet
- 2001 : Le Pacte des Loups de Christophe Gans
- 2004 : Un long dimanche de fiançailles de Jean-Pierre Jeunet
- 2004 : Le genre humain de Claude Lelouch
- 2005 : Il était une fois dans l'Oued de Djamel Bensalah
- 2006 : Cabaret Paradis de Shirley & Dino
- 2007 : Sans arme, ni haine, ni violence de Jean-Paul Rouve
- 2008 : L'Instinct de mort de Jean-François Richet
- 2009 : Le séminaire (Caméra Café) de Charles Némès
- 2010 : Henry de Kafka et Pascal Rémy
- 2010 : Protéger et servir  de Eric Lavaine
- 2013 : Vive la France de Michaël Youn

### Télévision
- 1986 : La Revanche dans la Série rose d'Harry Kumel (Série TV)
- 1991 : Appelez-moi Tonton de Dominique Baron (Téléfilm)
- 1994 : Une nounou pas comme les autres de Eric Civanyan (Téléfilm)
- 1994 : Le bel horizon de Charles Bitsch (Téléfilm)
- 1996 : Le poteau d'Aldo de Didier Grousset (Téléfilm)
- 1996 : Docteur Sylvestre "Silence...hôpital" de Christiane Lehérissey (Série TV)
- 1996 : Le Crabe sur la banquette arrière de Jean-Pierre Vergne (Téléfilm)
- 1998 : Une grosse bouchée d'amour de Michaëla Watteaux (Téléfilm)
- 1999 : Navarro "Thomas, l'enfant battu" de Patrick Jamain (Série TV)
- 1999 : Tramontane de Henri Helman (Série TV)
- 2003 : Père et Maire "Un mariage sans témoin" de Philippe Monnier (Série TV)
- 2006 : Capitaine Casta : Amélie a disparu de Joyce Buñuel (Téléfilm)
- 2007 : Myster Mocky présente "Dis-moi qui tu hais" de Jean-Pierre Mocky (Série TV)
- 2008 : Femmes de loi "La robe et la justice" de Hervé Renoh (Série TV)
- 2013 : Scènes de ménages

## Théâtre
- 1994 : Le Médecin malgré lui de Molière, m.e.s. Jean Michel Paris, La Manufacture de Théâtre à Saint-Quentin (création Derniers Détails).
- 1993 : Pygmalion de George Bernard Shaw, mise en scène Bernard Murat, Théâtre Hébertot
- 1991 : La Société de chasse de Thomas Bernhard, mise en scène Jean-Louis Thamin,   Théâtre de l'Atelier